# 漸層法
漸層法（ぜんそうほう、climax）とは、言葉・句・節が順番に重要性を増すよう配列された修辞技法のこと。連続する節で言葉・句を繰り返す前辞反復と一緒に用いられることもある。

## 語源
ギリシャ語の「はしご」。

## 例
- 長く続くものが3つある。信仰、希望、そして愛。しかし、もっとも大きいものは愛である。 - 『コリントの信徒への手紙一』より
- 思うに、この結論に辿り着いたのは、国家のためでも、全人類のためでもなく、地球上の生命のためである。 - ジョージ・ワルド『A Generation in Search of a Future』

## 反漸層法
逆に、反漸層法（下降漸層法、anti-climax）は、語り手または作者が言おうとした考えが、高いところから（意図的であるなかれ）突然下降したものを言う。
- 偉大なるダルハウジー、彼は戦の神、マー伯に使える中佐。

反漸層法は滑稽または風刺的な目的にのみ、故意に使われる。アンチテーゼの特徴を帯びていることが多い。
- 死んで寄附しなさい、大学か猫に。

反漸層法と頓降法（Bathos）の区別は難しいが（事実、日本語の「漸降法」は両方にあてられる）、漸層法の相対語としては、反漸層法の方が明確である。